# Iulotrichia malescripta
Iulotrichia malescripta là một loài bướm đêm trong họ Geometridae.